# HAL (The Mash)
HAL (ハル、1996年10月7日 - ）は、The Mashのヴォーカリスト、ギタリストである。本名非公表。東京都八王子市出身。
作詞作曲、歌手、ファッションモデル、女優、デザインなどの活動も行い、HALソロ活動で弾き語りも行う。

## 略歴
2012年、東京都立調布北高等学校軽音楽部でギターボーカルを始める。
2013年、The Mash結成。モデル活動も始める。
2016年、講談社主催の女性アイドルオーディション「ミスiD2017」で小林司賞を受賞。
2017年、桑沢デザイン研究所を中途退学。バンド活動に専念する。
2018年、交通事故に遭ったお金で高円寺に引っ越す。1年間路上ライブの投げ銭のみで生活。この頃からギターを覚え、弾き語りライブを始める。
2020年、コロナに嫌気がさし、弾き語り収益をライブハウスに寄付する「デリ歌」という活動を始め、計数十万円を寄付。
2021年、憧れの人である後藤まりこと弾き語りツーマン。

## 人物
- 影響を受けたアーティストは、N'夙川BOYS、ザ・ハイヴス、GREENDAY、ELLLEGARDEN、RCサクセション、サンハウス、The XXズ、ミドリ。
- 好きな映画は、Betty Blueで、内腿にタトゥーを入れるほど。
- 好きな漫画家は、矢沢あい、松本大洋、好きな漫画は金色のガッシュ、マキバオー。
- おじぎちゃんが大好き

## 出演

### ミュージックビデオ
- The ピーズ「ブラボー」
- シェルミィ「ストロードール」
- シェルミィ 「少女地獄」
- 「magic feat.アフロ / 澁谷逆太郎」
- Teenager Kick Ass 「チカシツノハナ」
- The Mash「あしたのこと」